# Принцовоостровна епархия
Принцовоостровната епархия (на гръцки: Ιερά Μητρόπολη Πριγκηποννήσων) e епархия на Цариградската патриаршия, обхващаща деветте Принцови острови (на гръцки Принкипонисия, на турски Пренс адаларъ), със седалище на Принцовия остров в Мраморно море, Турция. На втория по-големина остров Халки, е разположена Семинарията на Халки - основното учебно заведение на Вселенската патриаршия. От 2002 до 2018 година титлата Митрополит на Принцовите острови, ипертим и екзарх на Пропонтида (Ο Προικοννήσου, υπέρτιμος και έξαρχος πάσης Προποντίδος) се носи от Яков.

## История
До 1924 година четирите големи Принцови острови – Принцовия (Бююкада), Халки (Хейбелиада), Антигони (Бургасада) и Проти (Къналъада), както и петте по-малки Оксия (Сивриада), Плати (Ясъада), Пита (Кашъкадасъ), Ниандрос (Тавшанадасъ) и Теревинтос (Седефадасъ) (общо 11 km2) са подчинени на Халкидонската митрополия. Православните жители на островите са изключени от обмена на население между Гърция и Турция в 1923 година.
Епархията граничи с Халкидонската (Мала Азия) на север и изток, Никомидийската (Мала Азия) на юг и с Мраморноостровна на запад.

## Митрополити
| Име           | Име          | Управление                         | Забележка                                                 | Години      |
| ------------- | ------------ | ---------------------------------- | --------------------------------------------------------- | ----------- |
| 1. Агатангел  | Αγαθάγγελος  | 20 март 1924 – 2 април 1927        | от неокесарийски м., в халкидонски м.                     | 1864 – 1935 |
| 2. Тома       | Θωμάς        | 2 април 1927 - 12 март 1946        | от анейски м., в халкидонски м.                           | 1889 – 1966 |
| 3. Доротей    | Δωρόθεος     | 12 март 1946 - 21 март 1974 †      | от лаодикейски т. м. (1 януари 1928)                      | 1891 – 1974 |
| 4. Константин | Κωνσταντίνος | 26 март 1974 - 15 март 1977        | от аполониадски т.е. (16 януари 1972), в деркоски м.      | 1929 –      |
| 5. Агапий     | Αγάπιος      | 22 март 1977 - 29 август 1979 †    | от созополски т. м. (29 ноември 1970)                     | 1923 – 1979 |
| 6. Калиник    | Καλλίνικος   | 18 септември 1979 - 5 ноември 1985 | от листренски т. м. (6 декември 1970), в листренски т. м. | 1926 –      |
| 7. Симеон     | Συμεών       | 9 юни 1987 - 9 юли 2002            | от иринуполски т.е. (26 април 1964), в никомидийски м.    | 1916 – 2003 |
| 8. Яков       | Ἰάκωβος      | 25 юни 2002 - 28 март 2018         | от лаодикейски т. м.                                      | 1947 – 2018 |